# Janina II
Janina II (Warepski, Warępski, Janina odm.) – polski herb szlachecki z nobilitacji.

## Opis herbu
Opis zgodnie z klasycznymi regułami blazonowania:
W polu czerwonym tarcza srebrna.
Klejnot: ogon pawi.
Labry: czerwone podbite srebrem.

## Najwcześniejsze wzmianki
Nadany Tomaszowi Warępskiemu 19 stycznia 1550. Herb powstał przez adopcję do herbu Janina.

## Herbowni
Warepski - Warępski.